# 19912 Aurapenenta
19912 Аврапенента (19912 Aurapenenta) — астероїд головного поясу.
Тіссеранів параметр щодо Юпітера — 3,486.